# فيل كاتس
فيل كاتس (بالإنجليزية: Phillip Walter Katz)‏ هو مبرمج وعالم حاسوب أمريكي، ولد في 3 نوفمبر 1962 في ميلواكي في الولايات المتحدة. يعرف بأنه مطور صيغة زيب لضغط الملفات الشهيرة، ومطور برمجية PKZIP لضغط ملفات Zip في نظام دوس.
كان ناجحًا في أعماله بشكل كبير، لكنه عانى من عزلة اجتماعية أدت إلى إدمانه على الكحول، وتوفي بنفس المكان في 14 أبريل 2000 بسبب التهاب البنكرياس.

## وصلات خارجية
- فيل كاتس على موقع الموسوعة البريطانية (الإنجليزية)
- فيل كاتس على موقع إن إن دي بي (الإنجليزية)